# Mbaruai
Mbaruai is een bestuurslaag in het regentschap Deli Serdang van de provincie Noord-Sumatra, Indonesië. Mbaruai telt 1445 inwoners (volkstelling 2010).